# ایکو
ایکو (به انگلیسی: Ico) یک بازی ویدئویی در سبک اکشن ماجراجویی و سکوبازی است که توسط استودیو ژاپن و تیم ایکو توسعه یافته و سونی کامپیوتر انترتینمنت آن را در سال ۲۰۰۱ برای کنسول پلی‌استیشن ۲ منتشر کرده‌است. ایکو در ابتدا قرار بود برای کنسول پلی‌استیشن منتشر شود، اما توسعه بازی توسط تیم ایکو تقریباً چهار سال به طول انجامید و ایکو برای کنسول بعدی شرکت سونی پلی‌استیشن ۲ منتشر گردید. این بازی توسط فومیتو اوئدا طراحی و کارگردانی شده‌است. او قصد داشت بازی‌ای، با مفهوم پسری که دختری را ملاقات می‌کند، خلق کند. داستان دربارهٔ پسری است که با شاخ‌هایی بر روی سرش متولد شده و روستایی‌ها او را به عنوان نشانهٔ بلا در نظر می‌گرفتند. جنگجویان روستا او را درون قلعه‌ای زندانی کردند. ایکو بعد از رهایی و طی اکتشافات خود با دختر ملکه، آشنا شده و با کمک یکدیگر سعی دارند خود را از دست ملکه و نقشه‌های شیطانیش که قصد دارد از بدن دخترش برای افزایش طول عمر خود استفاده کند، نجات دهند.
ایکو چندین عنصر تکنیکی و طراحی، شامل داستانی که با حداقل دیالوگ بیان می‌شود، اثر روشنایی مات، و پویانمایی فریم کلیدی را معرفی کرد، که بر عناوین بعدی نیز تأثیر گذاشته‌است. اگرچه ایکو یک موفقیت تجاری محسوب نمی‌شد، اما به دلیل سبک هنری، روند بازی اصلی و عناصر داستانی که داشت مورد تحسین منتقدان قرار گرفت و چندین جایزه از جمله نامزد بهترین بازی سال و سه جایزه انتخاب توسعه‌دهندگان بازی را دریافت کرد. ایکو به عنوان نمونه‌ای از هنر، و یکی از برترین بازی‌های ویدئویی تمام دوران به‌شمار می‌رود. در کنار بازی سایه کلوسوس، ایکو با نام مجموعه ایکو و سایه کلوسوس در سپتامبر ۲۰۱۱ برای کنسول پلی‌استیشن ۳ منتشر شدند که دارای خصوصیاتی از قبیل گرافیک اچ‌دی، تروفی و پشتیبانی از قابلیت 3D بودند.

## روند بازی
ایکو یک بازی سکوبازی سه‌بعدی با شیوه روایت به صورت دید سوم شخص است. بازیکن کنترل شخصیتی به نام ایکو را به عهده دارد و باید در قلعه‌ای اسرارآمیز به اکتشاف بپردازد و به همراه دختری اسرارآمیز به نام یوردا از آنجا بگریزند. بازی دارای عناصر سکوبازی زیادی مانند پرش‌ها، آویزان شدن، بالارفتن از نردبان، کشیدن و تکان دادن وسایل و حل معماهای مختلفی می‌باشد. کنترل ایکو بسیار روان است و زاویه دوربین در هر صحنه ثابت است اما همیشه ایکو و یوردا را دنبال می‌کند. دشمنان در بازی موجوداتی از دل تاریکی هستند اما بازی این اختیار را به عهده بازیکن قرار داده تا با آن‌ها مبارزه کند یا با گرفتن دست یوردا از صحنه مبارزه فرار کند. برای پیشروی در بازی حتماً باید یوردا را به جلوی درب‌های خاصی رساند که فقط او قادر به بازنمودن آن‌ها است. محل‌های ذخیره‌سازی بازی بر روی صندلی‌های سنگی است که ایکو و یوردا بر روی آن نشسته و استراحت می‌کنند.
در نسخه‌های ژاپنی و اروپایی بازی، به محض اتمام بازی برای بار اول، به بازیکن فرصت راه‌اندازی مجدد به صورت دونفره و کو-آپ داده می‌شود که نفر دوم کنترل شخصیت یوردا را به عهده می‌گیرد، اما بدین صورت یوردا محدودیت‌های کنترل که به صورت پیش‌فرض توسط هوش مصنوعی خود بازی به این شخصیت اعمال می‌شد را دارد.

## داستان
ایکو داستان پسری جوان است که بر روی سر او شاخ‌هایی روییده و به‌طور غیرطبیعی متولد شده‌است. سرنوشت او مرگ است تا چشمان شیطانی که شاخ‌های او دارا می‌باشد از بین برود. هر اتفاق ناگواری که برای روستای او رخ می‌داد، به ایکو نسبت داده می‌شد. هنگامی که او ۱۲ ساله شد، روستاییان تصمیم گرفتند که دیگر زمان آن رسیده تا به زندگی آن قبل از اینکه بلاهای بیشتری گرفتارشان نکرده خاتمه دهند.
ایکو به محلی برده شد که از اطراف دارای صخره‌هایی در میان آب بود و یک قلعه باستانی تاریک در میان آن قرار داشت. کسانی که ایکو را به آن محل بردند قصد داشتند او یا از گشنگی یا از سرما در میان این دیوارها بمیرد، فقط در این صورت بود که نفرین او از روستای آنان برداشته می‌شد. آن‌ها بر این باور بودند که کسی در قلعه زندگی نمی‌کند، و اگر هم قرار باشد کسی در آنجا زنده باشد به مانند ارواحی خبیث خواهند بود که او را از ترس به کام مرگ می‌کشند، اگر سرما و گشنگی نتوانند او را از پا درآورند.
اما ایکو در آنجا تنها نبود، او در وضعیت بحرانی که داشت، تصاویر شبح‌واری از یک دختر را تجسم می‌کرد و وقتی توانست از مقبره خود رها شود، متوجه شد که این یک خواب یا رؤیا نیست. آن دختر دارای گوشت و خون بود و مانند پرنده‌ای درون قفس در بالای سر او زندانی بود. به همان اندازه که ایکو به کمک آن دختر نیاز داشت، خیلی زود متوجه شد این دختر اسرارآمیز نیز به کمک او احتیاج دارد. ماجراجویی آن‌ها از همین‌جا آغاز می‌شود و شما کنترل ایکو را در دست می‌گیرید و باید از یوردا پشتیبانی کنید تا مسیر خروج را بیابید و این به معنی آزادی یوردا از دست مادر شیطانی‌اش که قصد دارد او را تا ابد درون قلعه زندانی نگه دارد، می‌باشد.

## موسیقی متن
موسیقی متن بازی توسط میچیرو اوشیما و کوئیچی یامازاکی در آلبومی به نام ایکو: ملودی در مه (به ژاپنی: ICO～霧の中の旋律～ Iko Kiri no Naka no Senritsu) نواخته شده‌است.
| شماره      | نام                                         | مدت   |
| ---------- | ------------------------------------------- | ----- |
| ۱.         | «prologue» (مقدمه)                          | ۰:۳۵  |
| ۲.         | «coffin» (تابوت)                            | ۱:۳۳  |
| ۳.         | «impression» (احساس)                        | ۰:۳۱  |
| ۴.         | «Castle in the Mist» (قلعه درون مه)         | ۳:۰۵  |
| ۵.         | «beginning» (سرآغاز)                        | ۱:۲۶  |
| ۶.         | «Who are you?» (تو کی هستی؟)                | ۰:۵۷  |
| ۷.         | «darkness» (تاریکی)                         | ۱:۱۶  |
| ۸.         | «heal» (شفاء)                               | ۱:۳۹  |
| ۹.         | «The Gate» (دروازه)                         | ۰:۳۸  |
| ۱۰.        | «Queen» (ملکه)                              | ۱:۴۲  |
| ۱۱.        | «continue» (ادامه)                          | ۱:۲۷  |
| ۱۲.        | «deja vu» (آشناپنداری)                      | ۰:۵۲  |
| ۱۳.        | «Shadow» (سایه)                             | ۱:۳۳  |
| ۱۴.        | «Entity» (وجود)                             | ۲:۰۹  |
| ۱۵.        | «collapse» (سقوط)                           | ۱:۴۱  |
| ۱۶.        | «ICO -You were there» (ایکو - تو آنجا بودی) | ۴:۲۸  |
| مجموع مدت: | مجموع مدت:                                  | ۲۵:۵۴ |

## بازتاب‌ها
| گردآورنده  | امتیاز |
| ---------- | ------ |
| گیم‌رنکینگز | ۹۰٫۲۹٪ |
| متاکریتیک  | ۹۰/۱۰۰ |

| ناشر         | امتیاز       |
| ------------ | ------------ |
| یوروگیمر     | ۱۰/۱۰        |
| فامیتسو      | ۳۰/۴۰        |
| گیم اینفورمر | ۹/۱۰         |
| گیم‌پرو       | 4/5 ستاره    |
| گیم رولیشن   | +B           |
| گیم‌اسپات     | ۸٫۵/۱۰       |
| گیم‌اسپای     | 9.5/10 ستاره |
| آی‌جی‌ان       | ۹٫۴/۱۰       |
| ام! گیمز     | ۸۹/۱۰۰       |

ایکو بسیار مورد تقدیر منتقدین قرار گرفت و برای بازیکنان تبدیل به یک فرقه شده بود. این بازی با میانگین امتیاز ۹۰٫۲۹٪ و ۹۰ از ۱۰۰ به ترتیب در وبگاه گیم‌رنکینگز و متاکریتیک قرار دارد. ایکو توسط بسیاری از وبگاه‌های بازی ویدئویی به عنوان یکی از بهترین بازی‌های تمام زمان شناخته شده‌است. مجلهٔ اِج آن را در لیست برترین بازی‌های سال ۲۰۰۷ در رتبه سیزدهم قرار داد، در حالی که وبگاه آی‌جی‌ان امتیاز ۹٫۴ از ۱۰ را به آن تقدیم کرد و به عنوان ۱۸ دهمین بازی سال ۲۰۰۵ انتخاب شد. بازی ایکو اغلب به عنوان نمونه‌ای از هنر در دنیای بازی‌های رایانه‌ای به‌شمار می‌رود.
با وجود اینکه بازی مورد ستایش قرار گرفته بود، عنوان اصلی با فروش خوبی مواجه نشد، و تا سال ۲۰۰۹ تنها ۷۰۰٬۰۰۰ نسخه از آن در سراسر جهان فروخته شد.